# 하이위컴

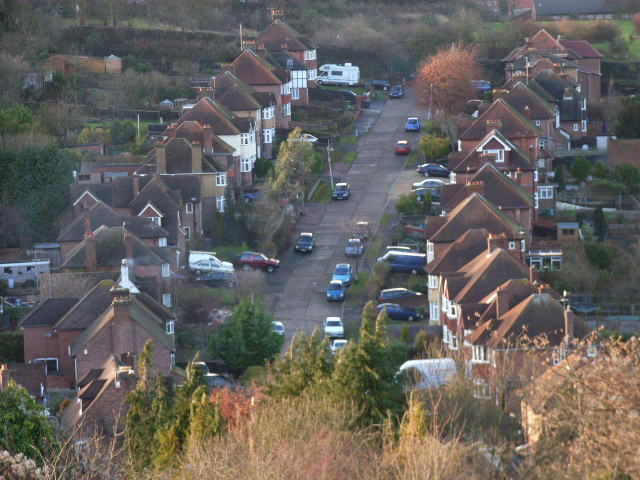
하이위컴

하이위컴(High Wycombe)은 잉글랜드 버킹엄셔주의 도시로, 인구는 92,300명이다.

## 출신 유명인
- 마이크 웨스트브룩 (본명: 마이클 존 데이비드 웨스트브룩)